# Eugyrinus wildi
L'eugirino (Eugyrinus wildi) è un anfibio estinto, appartenente ai temnospondili. Visse nel Carbonifero superiore (circa 318 - 312 milioni di anni fa) e i suoi resti fossili sono stati ritrovati in Inghilterra.

## Descrizione
Questo animale è noto solo grazie a un cranio di un esemplare giovane, lungo meno di due centimetri. Il cranio denotava alcune caratteristiche presenti nei temnospondili primitivi, come la presenza dell'osso intertemporale. Erano presenti notevoli insenature nella parte posteriore del cranio (incisura otica) e grandi aperture sul palato. Il cranio, inoltre, era dotato del canale della linea laterale.

## Classificazione
Questo animale è stato descritto per la prima volta nel 1891 da Arthur Smith Woodward, sulla base di un fossile ritrovato nella regione del Lancashire, in Inghilterra. Inizialmente venne attribuito a una nuova specie del rettile primitivo Hylonomus (H. wildi); solo successivamente, nel 1921, D.M.S. Watson riconobbe nel minuscolo cranio i resti di un anfibio, e lo ascrisse al gruppo dei branchiosauri come Eugyrinus wildi. Eugyrinus, attualmente, è visto come un possibile parente dei temnospondili primitivi come Dendrerpeton, ma anche come un possibile rappresentante del gruppo degli dvinosauri. 

## Paleobiologia
Eugyrinus, benché noto solo per un cranio, doveva essere un animale semiacquatico, come indicato dai canali della linea laterale. 